# Paris gehört uns
Paris gehört uns (Originaltitel: Paris nous appartient) ist ein Film von Jacques Rivette aus dem Jahr 1961.

## Handlung
Juni 1957. Anne ist vor kurzem für ihr Studium an der Sorbonne nach Paris gezogen. In ihrem kleinen Mansardenzimmer sitzt sie gerade über der Lektüre von Shakespeares The Tempest, als sie aus dem Nebenzimmer das Schluchzen ihrer Nachbarin hört. Sie geht hinüber, und die junge Frau redet erregt und aufgelöst vom Tod ihres Bruders Juan. Er sei ermordet worden, und er werde nicht der letzte sein, auch alle seine Freunde seien bedroht.
In einem Café trifft Anne ihren Bruder Pierre, der sie überredet, ihn und seine Freundin zu einer Party am selben Abend bei dem Maler Bernard zu begleiten. Es fällt der Name einer weiteren Hauptfigur des Films: Philip Kauffman, ein aus den USA ausgewiesener Journalist, der Ärger mit dem McCarthy-Ausschuss bekommen habe.
Auch auf der Party, auf der sich mit Ausnahme von Anne alle zu kennen scheinen, ist das Hauptgesprächsthema der Tod Juans – manche vermuten, dass es Selbstmord war, andere, dass er ermordet wurde. Gereizte Atmosphäre. Persönliche Rivalitäten. Anne hat genug gesehen und gehört, und als sie sich zum Gehen entschlossen hat, kommt ihr ein Paar entgegen. Pierre klärt sie auf: „Gérard Lenz und Terry, eine frühere Geliebte von Juan.“
Gérard Lenz ist Theaterregisseur und mit einer kleinen Gruppe von Getreuen will er Shakespeares selten gespieltes Stück Perikles auf die Bühne bringen. Über ihren Freund Jean-Marc, den sie noch aus ihrer Heimatstadt kennt, findet Anne Zugang zu dieser Theatergruppe und übernimmt die Rolle der Marina.
Theaterproben. – Ein Gespräch Gérards mit Anne über Perikles. Er erwähnt, dass Juan Gitarrenmusik für die Gruppe geschrieben habe. Aber das Tonband sei verschwunden. – Philips Wahn eines weltumspannenden Komplotts. – Und zwischen allen: die undurchsichtige Terry.
Anne begibt sich auf die Suche nach der Tonbandaufnahme, spricht mit Juans ehemaliger Geliebten und mit einem gewissen Dr. de Georges, auch er einer, der sich Hoffnungen bei Terry gemacht hat. Annes Suche bleibt erfolglos, bis sie die Musik später in der Wohnung Terrys hört.
De Georges ist jemand, der offenbar über große Finanzmittel verfügt. Aus kriminellen Machenschaften ? Annes Bruder Pierre jedenfalls sagt, für den habe er auch schon einmal „die lästige Kleinarbeit“ erledigt.
Ist es de Georges, der dafür gesorgt hat, dass jetzt sogar das Théâtre de la cité Gérards Perikles-Inszenierung aufführen will ? – Aber Anne passt in diesem Rahmen nicht mehr ins Ensemble.
Gérard, gerade noch enthusiastisch über die neuen Möglichkeiten, wirft die Inszenierung hin. Per Brief ein Hilferuf an Anne, den er gleich darauf wieder leugnet. Er wird tot aufgefunden. Und wieder die Frage: Suizid oder Mord ? Ermordet von Pierre ? Denn der gesteht Anne am Telefon, er habe etwas sehr Schlimmes getan.
Die letzten Szenen des Films. Ein einzelnes Haus, irgendwo in der Banlieue. Einiges, nicht alles, klärt sich auf:
Es gibt einen Brief von Juans Schwester. Sein Tod war doch ein Mord der Falange gewesen.
Gérard hat, von de Georges in die Enge getrieben, Selbstmord begangen.
Und Pierre? Terry hat ihn auf der Fahrt aus Paris in die Banlieue getötet. Aber es hat den Falschen getroffen, eigentlich hätte sie de Georges töten sollen, denn der habe alle Fäden gezogen.
Und das große Komplott, die Geheimorganisation ? „Existierte nur im Kopf Philips“sagt Terry. „Es ist so simpel, alles mit einer einzigen Idee zu erklären.“

## Drehorte
Eine annähernd vollständige Liste aller Drehorte hat der Filmhistoriker Roland-François Lack erstellt. Eine kleine Auswahl:
- Die Zugfahrt des Vorspanns, in den die Credits eingeblendet werden, endet an der Gare d’Austerlitz.
- Anne und Jean-Marc treffen sich zum verabredeten Mittagessen auf der Place de la Sorbonne. Nachdem ihnen das Warten vor einem Resto-U (restaurant universitaire) zu lang wird, entschließen sie sich, es bei einem Baguette zu belassen. Das nehmen sie zu sich auf einer Bank auf der Place Saint Sulpice.
- Nach der ersten Probe, an der Anne teilnimmt, gehen sie und Gérard noch ein kleines Stück weit eine Straße in Montmartre hinunter. Prompt kommt Terry in ihrem Cabrio angefahren, um Gérard abzuholen. Sie hält mit dem Wagen exakt dort, dass den Hintergrund der Einstellung die Fassade des Bateau-Lavoir bildet.
- Das Gespräch über Perikles führen Gérard und Anne auf dem Pont des Arts.
- Die letzten Proben vor dem Scheitern von Gérards Perikles-Projekt finden erst auf dem Dachboden und dann auf der Bühne des Théâtre de la Ville, damals Théâtre Sarah Bernhardt, statt. (Théâtre de la cité, so wird es von Gérard genannt, war ein älterer Name desselben Theaters.) – Die wahrscheinlich bekannteste Einstellung des Films, die auch für das Filmplakat benutzt wurde, wurde aufgenommen auf dem Dach dieses Theaters. Von dort aus sieht Gérard Anne, die gerade aus der Métrostation zur Place du Châtelet herauf kommt.

## Varia
- In François Truffauts Film Les quatre cents coups (Sie küssten und sie schlugen ihn) geht die Familie Doinel – Antoine, seine Mutter Gilberte und sein Stiefvater Julien – einmal gemeinsam ins Kino, in den Gaumont-Palace. Dort wird, wenn man Antoines Mutter glaubt, Paris nous appartient gezeigt. – Die Szene wurde gedreht im Dezember 1958. Zu dem Zeitpunkt liefen aber noch die Dreharbeiten zu Rivettes Film, und sie zogen sich, aufgrund finanzieller Probleme, noch Jahre hin, so dass Paris nous appartient erst drei Jahre später, im Dezember 1961, seine Premiere hatte. Und nicht im großen Gaumont-Palace, sondern im kleinen Studio des Ursulines.[2]
- Als Darsteller wirken, in Cameo-Auftritten, drei befreundete Nouvelle-Vague-Regisseure mit: Claude Chabrol (als Gast auf der Party des Malers Bernard, wo auch Rivette selbst herumsitzt), Jean-Luc Godard (als Mann auf der Café-Terrasse, der Anne einen weiteren nutzlosen Tip gibt, wer im Besitz des gesuchten Tonbands sein könnte, eine gewisse Tania Fédine) und Jacques Demy (der eben dort, bei jener Tania Fédine, mit Baguette und Bier – „La Slavia“, kleiner Scherz – auftaucht).
- Einmal gibt es bei de Georges eine Privatvorführung der Babel-Szene aus Fritz Langs Metropolis, bei der Anne und ihr Bruder anwesend sind.

## DVD
2011: Herausgegeben von Kinowelt / KulturSPIEGEL / ArtHaus. (Französische Originalfassung mit deutschen Untertiteln.)